# Буждомка
Буждомка, Буждэмка — река в России, протекает в Кудымкарском районе Пермского края. Устье реки находится в 15 км по левому берегу реки Кордъю. Длина реки составляет 10 км.
Исток на Верхнекамской возвышенности близ границы с Кировской областью, в 2,5 км к северо-востоку от села Верх-Буждом. Река течёт на юго-восток, в верхнем течении протекает село Верх-Буждом, где на реке плотина и запруда, ниже течёт по ненаселённому лесному массиву. Впадает в Кордъю выше деревни Ганина.

## Данные водного реестра
По данным государственного водного реестра России относится к Камскому бассейновому округу, водохозяйственный участок реки — Кама от города Березники до Камского гидроузла, без реки Косьва (от истока до Широковского гидроузла), Чусовая и Сылва, речной подбассейн реки — бассейны притоков Камы до впадения Белой. Речной бассейн реки — Кама.
По данным геоинформационной системы водохозяйственного районирования территории РФ, подготовленной Федеральным агентством водных ресурсов:
- Код водного объекта в государственном водном реестре — 10010100912111100007871
- Код по гидрологической изученности (ГИ) — 111100787
- Код бассейна — 10.01.01.009
- Номер тома по ГИ — 11
- Выпуск по ГИ — 1